# Hans Ulrich Engelmann
Hans Ulrich Engelmann (ur. 8 września 1921 w Darmstadcie, zm. 8 stycznia 2011 tamże) – niemiecki kompozytor.

## Życiorys
Początkowo ukończył studia architektoniczne (1945–1947). Uczył się kompozycji u Wolfganga Fortnera i Hermanna Heissa. Od 1946 do 1952 roku studiował także na Uniwersytecie we Frankfurcie nad Menem muzykologię u Friedricha Gennricha i Helmutha Osthoffa i filozofię u Theodora Adorna. W 1951 roku uzyskał doktorat na podstawie pracy Béla Bartóks Mikrokosmos: Versuch einer Typologie „Neuer Musik” (wyd. Würzburg 1953).
Uczestniczył w Międzynarodowych Letnich Kursach Nowej Muzyki w Darmstadcie w klasie Renégo Leibowitza (1948) i Ernsta Křenka (1950). Między 1953 a 1954 rokiem przebywał na Islandii. Od 1954 do 1961 roku był doradcą muzycznym Hessisches Landestheater. W 1960, 1967 i 1983 roku przebywał na stypendium w Villa Massimo w Rzymie. Od 1969 roku wykładał w Musikhochschule we Frankfurcie nad Menem.
Gościnnie wykładał na uniwersytetach w Gandawie (1977), Offenbach am Main (1979–1984), Tel Awiwie i Jerozolimie (1983) i na Columbia University (1997). W 1985 roku prowadził mistrzowskie kursy kompozytorskie w Wilnie i Moskwie. Odznaczony Wielkim Krzyżem Zasługi Orderu Zasługi Republiki Federalnej Niemiec (1991) i Orderem Zasługi Hesji (1997).

## Twórczość
W swojej twórczości nie odwoływał się do żadnego określonego prądu artystycznego, czerpiąc z różnorodnych technik kompozytorskich. Posługiwał się dodekafonią, aleatoryzmem i metodą kolażu muzycznego, stosował też notację graficzną i pisał kompozycje na live electronics.

## Wybrane kompozycje
(na podstawie materiałów źródłowych)

### Utwory orkiestrowe
- Prelude na zespół jazzowy (1941)
- Kaleidoskop na orkiestrę kameralną (1941)
- Koncert na wiolonczelę i smyczki (1948)
- Muzyka na smyczki, instrumenty dęte i perkusję (1948)
- Leopoldskron na orkiestrę kameralną (1949)
- Allegro (1949; nowe opracowanie pt. Impromptu 1954)
- Orchester- Fantasie (1951)
- Partita na 3 trąbki, orkiestrę smyczkową i perkusję (1953)
- Strukturen – Den Taten der neuen Bildhauer na orkiestrę kameralną (1954)
- Vier Orchesterstücke (1956)
- Polifonica na orkiestrę kameralną (1957)
- Nachtstücke na orkiestrę kameralną (1958)
- Ezra Pound Music na orkiestrę kameralną (1959)
- Trias na fortepian, orkiestrę i taśmę (1962)
- Blues na big band (1963)
- Shadows (1964)
- Capricciosi (1967)
- Sonata na big band (1967)
- Mambo-Finale na big band (1967)
- Sinfonies (1968)
- Drei Kreise (1970)
- Sinfonia da camera (1981)

### Utwory kameralne
- Klangstück na skrzypce i fortepian (1947)
- Sonata wiolonczelowa (1948)
- Kwartet smyczkowy (1952)
- Integrale na saksofon i fortepian (1954)
- Permutazioni na kwartet dęty (1959)
- Variante na flet (1959)
- Timbres na 8 instrumentalistów i 2 taśmy (1963)
- Mobile II na klarnet i fortepian (1968)
- Modelle II na puzon i perkusję (1970)
- Mini-music to S. Palm na wiolonczelę (1970)
- Epitaph für einem imaginaren Freund na trąbkę i fortepian (1983)
- Assonanzen na 2 wiolonczele (1983)
- Inter-Lineas na saksofon altowy i perkusję (1985)
- Dialoge na fortepian i perkusję (1985–1990)
- Clarinota na klarnet (1991)
- Modus na fagot (1993)
- Ciacona na flet, klarnet, skrzypce, altówkę, wiolonczelę, wibrafon i fortepian (1993)
- Black Invocations na sekstet jazzowy (1994)
- per Luigi na flet, klarnet, wiolonczelę, wibrafon, perkusję i taśmę (1996)

### Utwory fortepianowe
- Jazz-Sonatine (1945)
- 2 sonatiny (1945)
- Toccata (1948)
- 2 suity (1948, 1952)
- 2 utwory (1950)
- Cadenza na fortepian i taśmę ad libitum (1961)
- Duplum na 2 fortepiany (1965)
- Mobile I na fortepian i syntezator ad libitum (1967–1971)
- Klangstück (1972)
- Divertimento na 2 fortepiany (1980)
- Tastenstück (1991–1993)

### Utwory organowe
- Essay (1992)

### Utwory klawesynowe
- 99 Takte (1951–1952)

### Utwory wokalno-instrumentalne
- Elegia e canto na sopran, fortepian i orkiestrę smyczkową (1952)
- Komposition in 4 Teilen na sopran, flet, fortepian, kotły i perkusję (1953)
- Die Mauer na głosy solowe, chór i orkiestrę (1954)
- Die Freiheit na recytatora, głosy solowe, chór i orkiestrę (1957)
- Incanto na sopran i zespół instrumentów (1959)
- Eidophonie na chór mieszany i perkusję (1962)
- Manifest vom Menschen (1966)
- Mobile I na chór mieszany i fortepian (1967)
- Missa Popularis na solistów, chór, instrumenty dęte i perkusję (1980)
- Les Chansons na śpiewaka lub narratora, flet, klarnet, altówkę, wiolonczelę i fortepian (1982)
- Stele für Büchner na solistów, chór i orkiestrę (1986–1987)

### Utwory sceniczne
- balet Coloré (1948)
- opera kameralna Doctor Faust’s Höllenfahrt (1949–1950, wyk. Radio Hamburg 1951)
- dramat muzyczny Magog (1955–1956)
- pantomima Noche de Luna (1958)
- teatr muzyczny Operetta (1959)
- opera Der verlorene Schatten (1961)
- balet Serpentina (1962–1963)
- opera radiowa Der Fall van Damm (1968; wersja sceniczna wyst. Hanower 1971)
- teatr akcji Ophelia (wyst. Hanower 1969)
- balet elektroniczny Coincidentials (wyst. Heidelberg 1970)
- opera Revue (1972–1973, wyst. Bonn 1973)

### Muzyka elektroniczna
- Modelle I oder „I love you Bäbi” na live electronics (1970)
- Commedia humana na podwójny chór, wiolonczelę przetwarzaną elektronicznie i taśmę (1972)